# Helmsange
Helmsange (lb. Helsem, niem. Helmsingen) – wieś (Uertschaft) w południowym Luksemburgu, w kantonie Luksemburg, w gminie Walferdange. Do 3 października 2015 miejscowość leżała w dystrykcie Luksemburg. Liczy 3000 mieszkańców (1 stycznia 2023). 